# Stanisław Tyszkiewicz (leśnik)

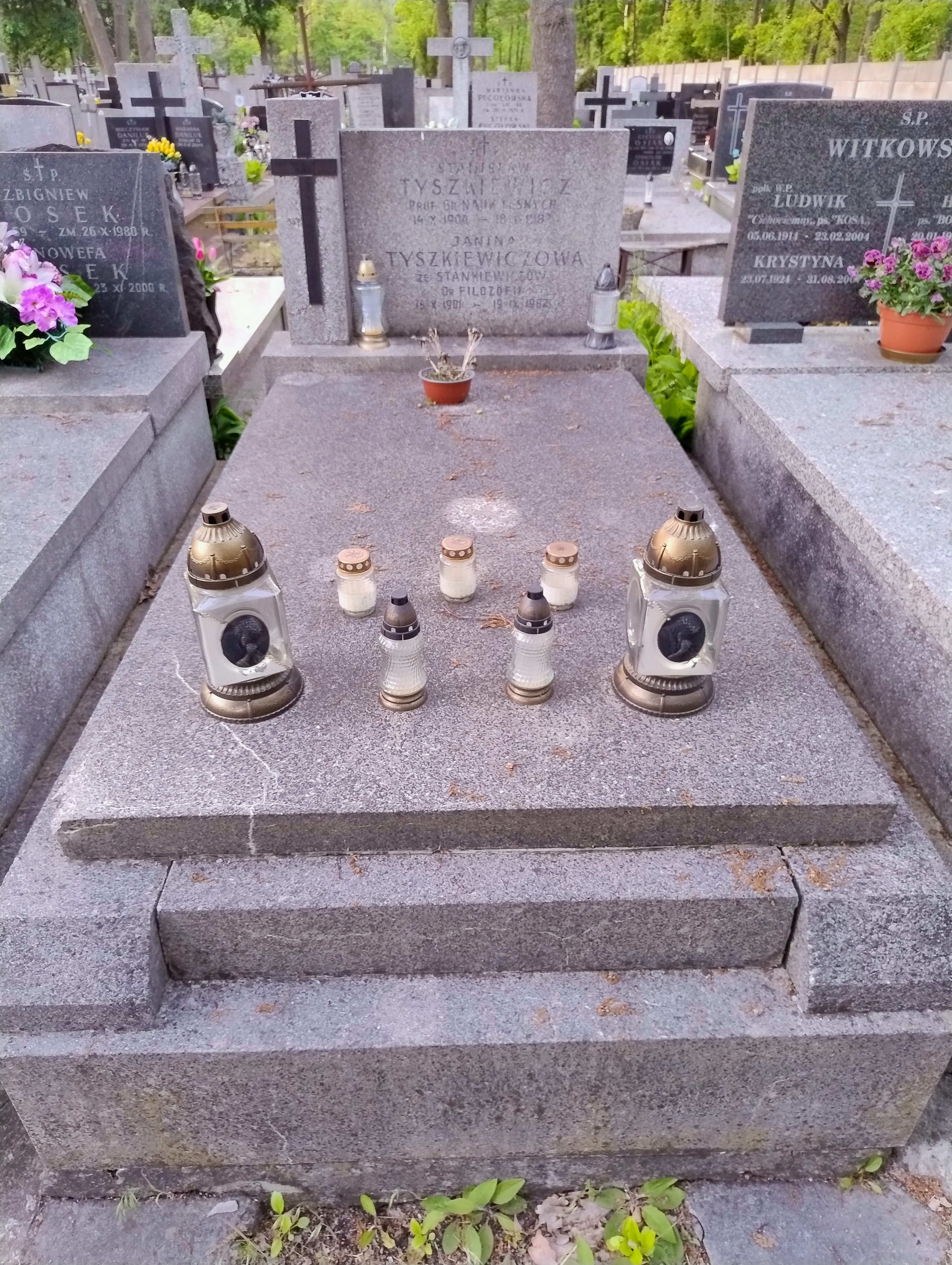
Grób Stanisława Tyszkiewicza

Stanisław Tyszkiewicz (ur. 14 października 1904 w Ruszkowie k. Nieszawy, zm. 18 stycznia 1982 w Aninie k. Warszawy) – polski leśnik, profesor zwyczajny 1964, pracownik Szkoły Głównej Gospodarstwa Wiejskiego i Instytutu Badawczego Leśnictwa w Warszawie, autor 172 prac (3 podręczników) z zakresu nasiennictwa, hodowli lasu i selekcji drzew.

## Życiorys
Ukończył Państwowe Gimnazjum Ziemi Kujawskiej we Włocławku (1923), w szkole prowadził drużynę harcerską, służbę wojskową pełnił w batalionie wojsk wartowniczych i etapowych w Modlinie i Szkole Morskiej w Tczewie 1920–1922, uczestnik wojny polsko-bolszewickiej 1920–1921. Absolwent Wydziału Leśnictwa SGGW 1923–1929, asystent w Katedrze Botaniki SGGW 1927–1930, prezes Bratniej Pomocy w SGGW i Związku Kół Leśników Polskiej Młodzieży 19271–929, współzałożyciel i członek Korporacji Akademickiej Włocławian K! Mesconia. Praktykant techniczno-leśny w Nadleśnictwie Grodzisko (DLP w Warszawie) i nauczyciel w Państwowej Szkole dla Leśników w Zagórzu 1930–1933, kierownik Stacji Oceny Nasion w Warszawie 1933–1939; tytuł doktora nauk leśnych uzyskał 1936 w Uniwersytecie Poznańskim. W 1940–1944 pracownik działu nasion i szkółek Spółdzielni Leśników i Właścicieli Lasów w Warszawie; członek AK, wykładowca w tajnej SGGW 1942–1943, nadleśniczy w Drewnicy 19441–1945, organizator Stacji Oceny Nasion w Aninie przy Nadleśnictwie Drewnica. Habilitacja 1946, wykładowca SGGW 1945–1957, kierownik Stacji Oceny Nasion od 1945, Zakładu Nasiennictwa i Selekcji IBL w Warszawie 1956–1974; profesor nadzwyczajny 1954, profesor zwyczajny 1964; promotor 4 doktoratów i wielu magisteriów.
Opracował oryginalną metodę oceny nasion, ich wilgotności i przechowywania 1933–1950, zaprojektował mechaniczną wyłuszczarkę nasion TD (Tyszkiewicz-Drachal); od 1959 dokonał wyboru drzewostanów nasiennych w Polsce 1960–1963 (1515 ha sosna, 2742 ha inne gatunki) zapewniających najwartościowszy materiał siewny do odnowy i gospodarki w lesie. Od 1938 rozpoczął międzynarodową współpracę w dziedzinie nasiennictwa (IUFRO), głównie z Francją, Czechosłowacją, Szwecją i Związkiem Sowieckim oraz badania proweniencyjne (od 1949) nad modrzewiem, świerkiem i sosną 1962–1972. Duże zasługi położył w selekcji, hybrydyzacji i hodowli topoli oraz wierzby drzewiastej, uzyskując odmiany o wysokiej produktywności i zdrowotności. Koordynował krajowe badania w tym zakresie. Wieloletni członek rad naukowych: IBL, Instytutu Dendrologii PAN w Kórniku i Komitetu Nauk Leśnych PAN, później członek honorowy Polskiego Towarzystwa Leśnego i Komitetu Nauk Leśnych. Długoletni redaktor naczelny „Sylwana” 1965–1979.

## Ordery i odznaczenia
- Krzyż Oficerski Orderu Odrodzenia Polski (1965)
- Krzyż Kawalerski Orderu Odrodzenia Polski (1958)
- Złoty Krzyż Zasługi (dwukrotnie: 1938, 1946)
- Krzyż Wielki Orderu Lwa Białego (Czechosłowacja, 1968)
- Krzyż Komandorski Orderu Zasługi Rolniczej (Francja, 1973)

## Rodzina
Rodzice: Józef Tomasz Tyszkiewicz i Józefa z Knorrów, rodzeństwo: Jerzy (1902–1971) inżynier PW i Maria (1906–1981) pedagog, magister historii UW; żona (od 1932) Janina ze Stankiewiczów (1901–1982) botanik, doktor filozofii; dzieci: Maria (1933–) pedagog, magister ogrodnictwa, Jan Tyszkiewicz (1939–) historyk, profesor zwyczajny UW.
Pochowany na cmentarzu w Marysinie Wawerskim.

## Najważniejsze publikacje
- Zręby kulisowe na północnych zboczach Łysicy, Las Polski, R.7, № 2, 1927.
- O odnowieniu naturalnym modrzewia polskiego w Majdowie, Las Polski, R.8, № 12, 1928.
- Lasy szpetalskie pod Włocławkiem, Las Polski, R.10,№ 1, 1930.
- Z badań nad polskim modrzewiem, Sylwan, R.49, № 3, Lwów 1931.
- Wyniki oceny nasion drzew leśnych w 1931/32 r. = Résultats d'analyse de semences des arbres forestiers faits en 1931/32, Warszawa 1933.
- O wyborze drzewostanów nasiennych, Wyd. ZDLP, ser. C, №, Warszawa 1934.
- Przyczynek do wyjaśnienia kwestii dwu zasięgów świerka w Polsce, Rozprawy i sprawozdania IBLP, ser. A, № 6, Warszawa 1934.
- Statystyka urodzaju, ocena wartości siewnej i normy wysiewu żołędzi = Statistik der Erträge, Prüfung des Staatgutwertes und Aussaatnormen der Eicheln, Rozprawy i sprawozdania IBLP, ser. A, № 18, Warszawa 1936.
- Z obrad międzynarodowej komisji do spraw nasiennictwa i ras drzew leśnych, Las Polski, R.17, № 11, 1937.
- Studia nad określaniem urodzaju szyszek w drzewostanach sosnowych = Über die Ergiebigkeitsbestimmung der Zapfen in Kiefernbeständen, (z B. Szymkiewiczem), Warszawa 1938, s. 94.
- Wyłuszczanie nasion sosny : doświadczenia wykonane w wyłuszczarni gospodarczej = Über die Ausklengung von Kiefernsamen : Einige Versuche in Wirtschaftsdarren, Warszawa 1938, s. 100.
- Ocena nasion drzew, Rozprawy i sprawozdania IBLP, ser. A, № 45, Warszawa 1939.
- O wyłuszczaniu nasion sosny i świerka, Skrypty szkolne № 1, Ministerstwo Leśnictwa, Warszawa 1946.
- Tablice psychrometryczne do użytku w wyłuszczarniach nasion sosny i świerka, (z J. Tomankiem), Kraków 1946.
- O wyborze drzewostanów nasiennych ze szczególnym uwzględnieniem wpływu środowiska i pracy ludzkiej, Podręczniki IBL, ser. D, № 2, Warszawa 1947.
- Nasiennictwo i szkółkarstwo w okresie przebudowy gospodarstwa leśnego, IBL, Warszawa 1949.
- Nasiennictwo leśne, Podręczniki IBL, ser. B, Warszawa 1949, II – 2011.
- Wyłuszczanie nasion leśnych, (z J. Tomankiem), PWRiL, Warszawa 1951.
- Nasiennictwo leśne z zarysem selekcji drzew, PWRiL, Warszawa 1952.
- Selekcja topoli w Zakładzie Nasiennictwa, Sylwan, R.96, № 4, 1952.
- Zakładanie i prowadzenie szkółek leśnych, (z L. Jansonem), PWRiL, Warszawa 1954, II – 1955; III – 1956.
- Topola, jej znaczenie gospodarcze i uprawa, PWRiL, Warszawa 1956.
- Topole w Baszkirii, Sylwan, R.101, № 5, 1957.
- Zagadnienia selekcji i uprawy topoli w Polsce, Sylwan, R.103, № 6-7, 1959.
- Przygotowanie teoretyczne i praktyczne do zawodu leśnika, Zeszyty Naukowe SGGW, № 112, Warszawa 1959.
- Zwiększenie produktywności lasu przez badania genetyczne i selekcję drzew, Sylwan, R.104, № 10, 1960.
- Metody selekcji drzew leśnych, Las Polski, R.53, № 15-16, 1961.
- Hybrydyzacja topoli. Sprawozdanie naukowe z pięciolecia prac badawczych, (z W. Chmielewskim), Prace IBL, № 203, Warszawa 1961.
- Hodowla i uprawa lasu, (z Z. Obmińskim), PWRiL, Warszawa 1963.
- Sosnowe drzewostany nasienne, (z S. Kocięckim), IBL № 13, PWRiL, Warszawa 1964.
- Wspomnienie o Wacławie Stankiewiczu (1866-1940), Sylwan, R.110, № 9, 1966.
- Z badań nad polskim modrzewiem, Sylwan, R.110, № 5, 1966.
- O uprawie wierzby drzewiastej, Sylwan, R.116, № 1, 1972.
- Kierunki selekcji drzew leśnych i stan ich realizacji w Lasach Państwowych, (z S. Kocięckim), Sylwan, R.119, № 4, 1975.
- Ocena nasion leśnych w Polsce, Prace IBL, № 508, Warszawa 1976.
- Mała Encyklopedia Leśna, red. naczelny, PWRiL, Warszawa 1980, s. 855, ISBN 83-01-00202-6